# 臺灣府城小南門
22°59′10″N 120°12′36″E / 22.9862004°N 120.2101104°E

尚未被拆除前的小南門與其甕城

鎮南門，又稱臺灣府城小南門，是清朝臺灣府城的設置14座城門之一，已在大正六年（1917年）因市區改建遭到拆除。

## 歷史
清雍正三年（1725年），臺灣府建城並開始修築木柵，築城門七座，小南門建於1725年，早期是通往鳳山及高雄的要道，乾隆五十一年（1786年），臺灣爆發林爽文事件，事平之後，乾隆五十三年（1788年），城桓改為三合土，小南門則修建甕城以加強府城的防禦能力。
光緒21年（1895年）因台灣民主國事件，當劉永福棄守台南城內渡清國廈門，府城士紳懇請巴克禮（Thomas Barclay）牧師及宋忠堅牧師（Duncan Ferguson）向乃木希典將軍求和。巴克禮牧師即是引導日軍由小南門入城，使得日軍不流血和平進駐台南府城，保全了府城人免受戰禍。1917年，小南門因政府發布市區改正計畫而遭到拆除。

## 遺跡
大正六年（1917年）小南門拆除後，其門額部分曾流落至台南縣仁德鄉（今台南市仁德區），後則捐贈至國立成功大學，現在門額則收藏於成功大學歷史文物館外側，2025年3月被指定為臺南市「一般古物」。
至今，小南門旁還有現今部分城牆留在國立臺南女中，長66公尺，高5公尺。小南門遺址則在國立臺南大學附小裡，位於開山路附近。

## 外部連結
- 清末臺灣府城四坊示意圖 （页面存档备份，存于）